# Markarfljót

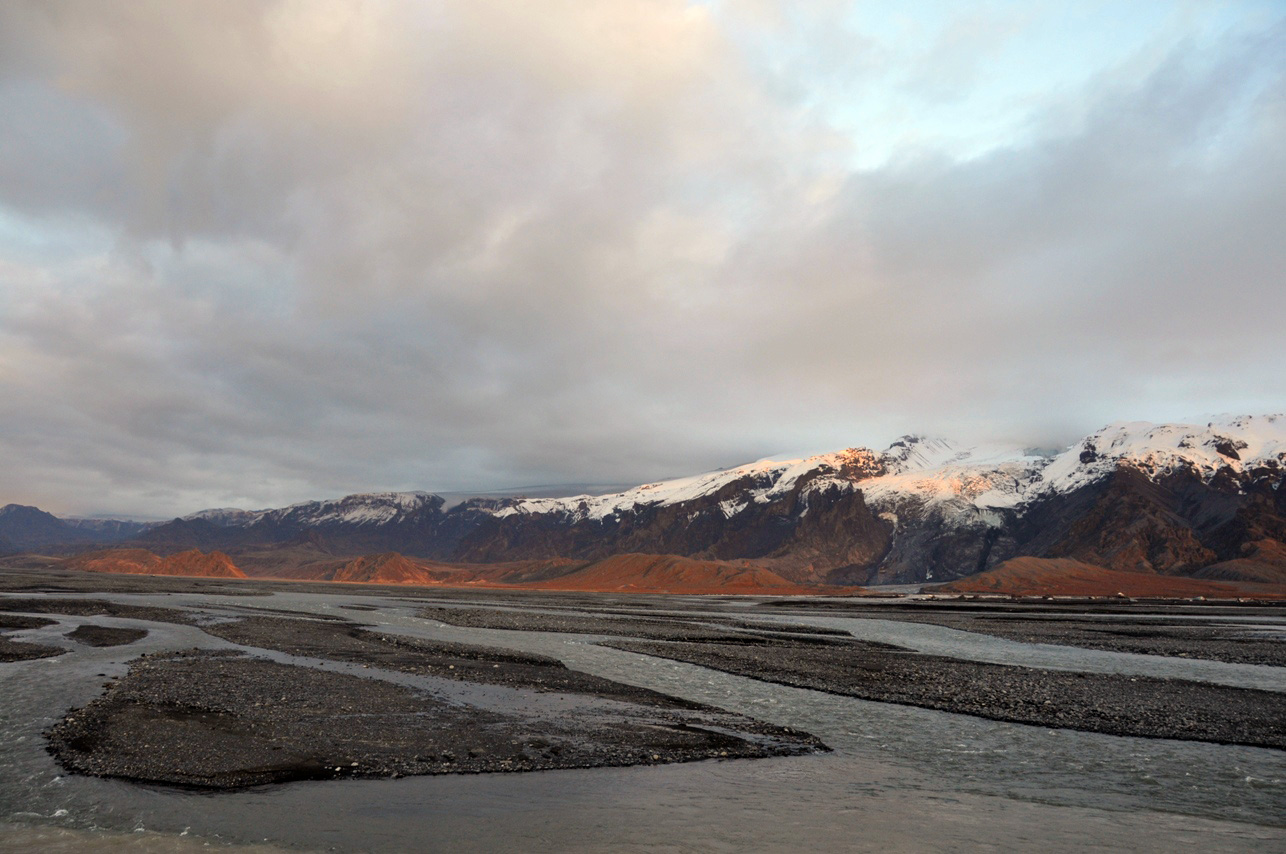
Markarfljót am Eyjafjallajökull

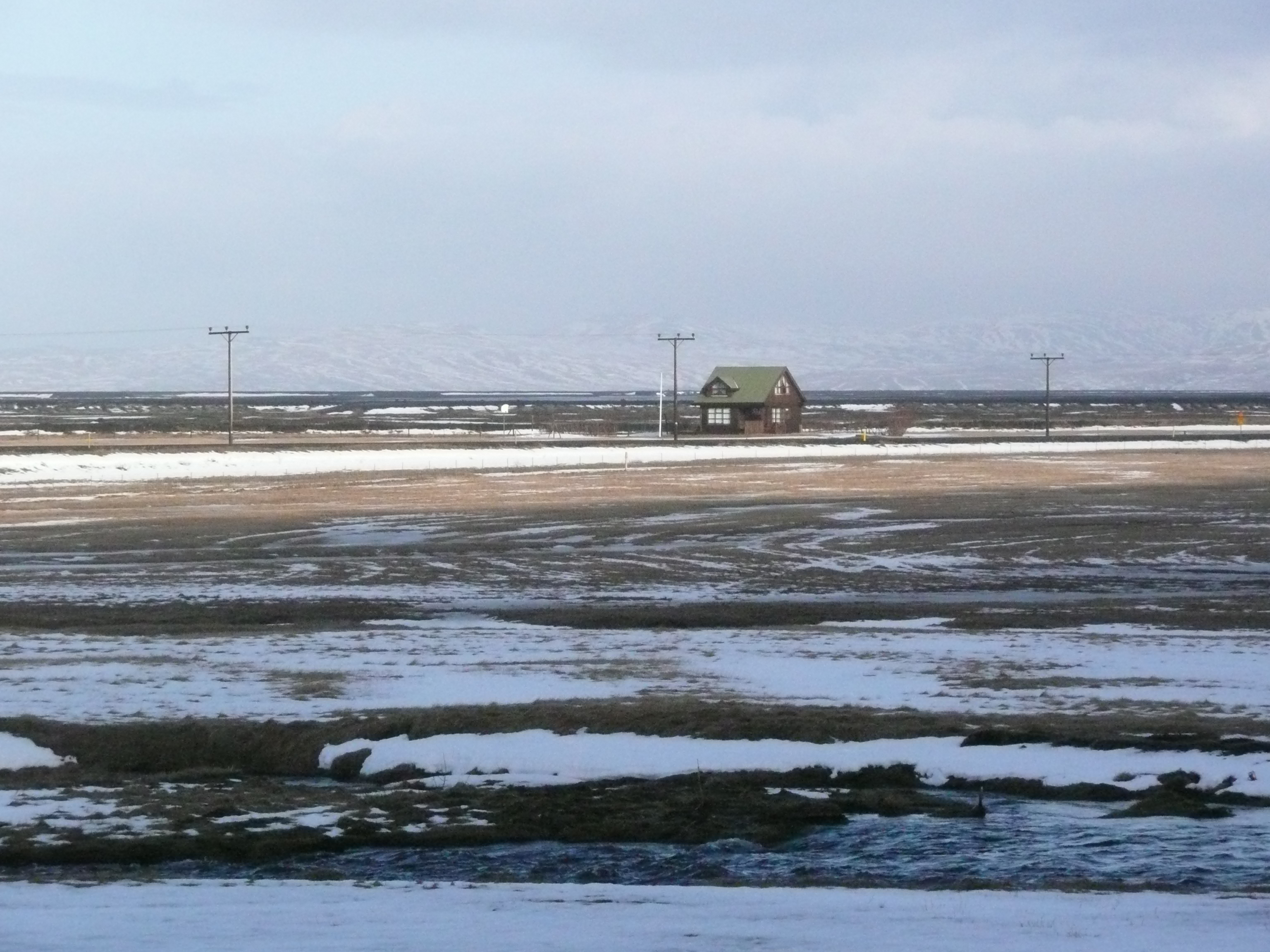
Blick vom Seljalandsfoss über den Unterlauf des Markarfljót

Der Markarfljót ist ein Fluss im Süden Islands.
Die Länge des Flusses beträgt ca. 100 km. Die höchste Wassermenge, die auf einmal in ihm gemessen wurde, betrug 2100 m³/s während des Steinholt-Gletscherlaufs 1967.

## Oberlauf
Er entspringt im Gebirgsmassiv der Rauðufossafjöll, östlich der Hekla. Er strömt durch enge Schluchten in der gebirgigen Region zwischen Tindfjallajökull und Torfajökull, bis er auf die weite Sandurebene des Südlandes in der Nähe der Þórsmörk hinaustritt. 

## Weiterer Verlauf
Der Fluss ist schon von beträchtlicher Größe, wenn er aus der Emstrur strömt. Sein Bett verläuft zunächst nördlich, dann westlich der Þórsmörk, und er mündet schließlich westlich des Eyjafjallajökull in den Atlantik. 

## Sammelfluss
Es handelt sich um einen Sammelfluss.
Die Wasser seiner Zuflüsse stammen hauptsächlich aus den Gletschern Mýrdalsjökull und Eyjafjallajökull. 
Einer seiner Zuflüsse ist die Krossá, die durch die Þórsmörk strömt und für ihre Unberechenbarkeit bekannt und berüchtigt ist.